# برادفورد واشبورن
برادفورد واشبورن (بالإنجليزية: Bradford Washburn)‏ هو متسلق جبال ومصور أمريكي، ولد في 7 يونيو 1910 في كامبريدج في الولايات المتحدة، وتوفي في 10 يناير 2007 في ليكسينغتون في الولايات المتحدة.